# Tarasconnaise (race ovine)
La Tarasconnaise est une race ovine rustique française allaitante (non soumise à la traite) originaire des Pyrénées centrales et présente tout particulièrement dans l'Ariège, les Hautes-Pyrénées et la Haute-Garonne. Son nom est lié à la ville de Tarascon-sur-Ariège. Elle possède d'excellentes aptitudes d'élevage dont l'aptitude à la transhumance en montagne et de bonnes qualités maternelles. Elle est le support essentiel d'une production locale d'agneaux de boucherie du massif pyrénéen dans la région Midi-Pyrénées et la principale race utilisée pour la production de l'« agneau des Pyrénées » (indication géographique protégée depuis le 7 septembre 2022).

## Origine
La tarasconnaise est l'une des races qui se sont constituées à partir d'une population originelle occupant le massif pyrénéen. Sanson reconnaissait à cet ensemble ethnique qu'il appelait race des Pyrénées (ou encore Ovis aries iberica) les caractères suivants : une tête forte avec un profil  très convexe, des oreilles pendantes, une morphologie d'ensemble longiligne, avec un "corps mince, monté haut sur des membres forts".

Ces caractères essentiels qui fondent toujours l'existence d'un groupe ovin pyrénéen sont ceux que l'on retrouve chez la Tarasconnaise comme chez d'autres races pyrénéennes (Lourdaise, Basco-béarnaise, Manech etc.).

Certaines notices de race (qui ont été reproduites l'une de l'autre) font parfois état "d'une population très ancienne venue de Syrie" sans qu'il soit possible de fonder historiquement et zootechniquement une telle affirmation.

La Tarasconnaise est reconnue en tant que race depuis les années 1930.

## Description

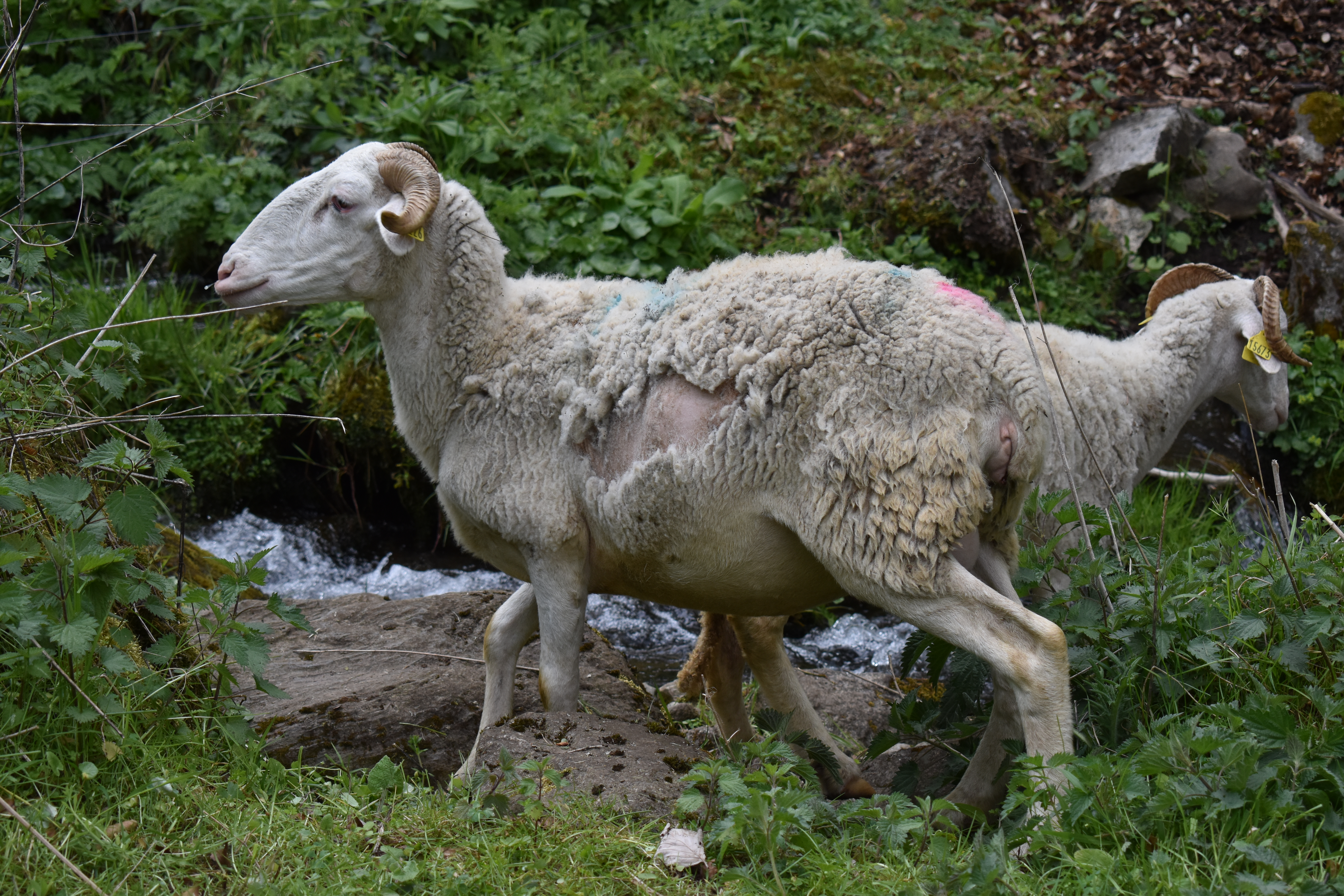
Brebis Tarasconnaise.

C'est une race ovine de taille moyenne : 65 cm au garrot et 60 kg pour la brebis, 80 cm et 80 kg pour le bélier. Le mâle porte des cornes en spirales étirées, la brebis en race pure est toujours cornue avec des cornes légèrement arrondies et parfois en guidon de vélo.  La toison est d'étendue restreinte, laissant la tête et les parties déclives (bas de l'encolure, membres et abdomen) totalement dégagés. La toison et les zones découvertes sont de couleur blanche.

## Zone d'élevage

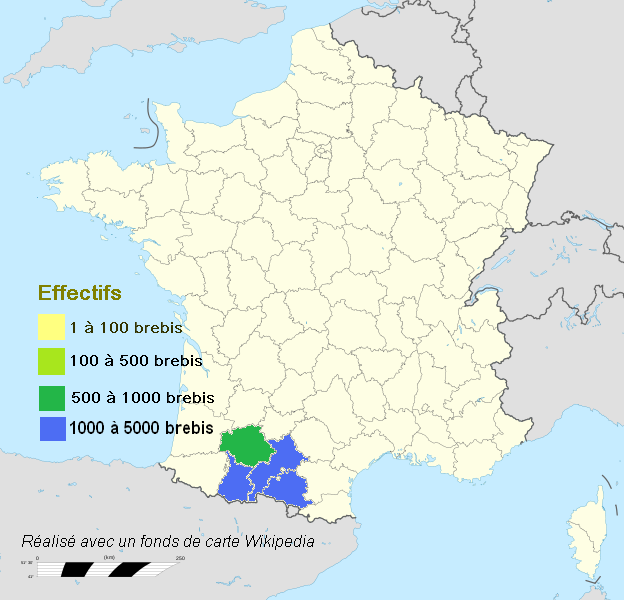
Répartition départementale des brebis Tarasconnaises au contrôle des performances en 2009

La Tarasconnaise a largement supplanté les autres races locales apparentées, dans son berceau ariégeois d'abord puis dans les départements voisins où elle s'est imposée comme la race ovine à viande du massif pyrénéen. En Ariège, elle a relégué la race Castillonaise et la race Montagne Noire dans des troupeaux conservatoires et elle a effacé totalement l'ancienne race Lauragaise issue comme elle de la grand race pyrénéenne. Le géographe Michel Chevalier écrivait en 1956 " La poussée de la Tarasconnaise paraît incoercible ; elle s'exerce également vers le nord, dans le Terrefort ariègeois, où croisée avec la race de la Montagne noire, la Tarasconnaise a éliminé l'ancienne race lauragaise". Dans les Hautes-Pyrénées, son expansion s'est faite au détriment des races autochtones (Aure et Campan, Lourdaise et Barégeoise) à partir de 1950, et s'est accélérée au cours des trente dernières années au point d'être qualifiée parfois, aujourd'hui, de race localement envahissante. Elle représente aujourd'hui l'essentiel du troupeau ovin dans les départements des Hautes-Pyrénées, de la Haute-Garonne et de l'Ariège.

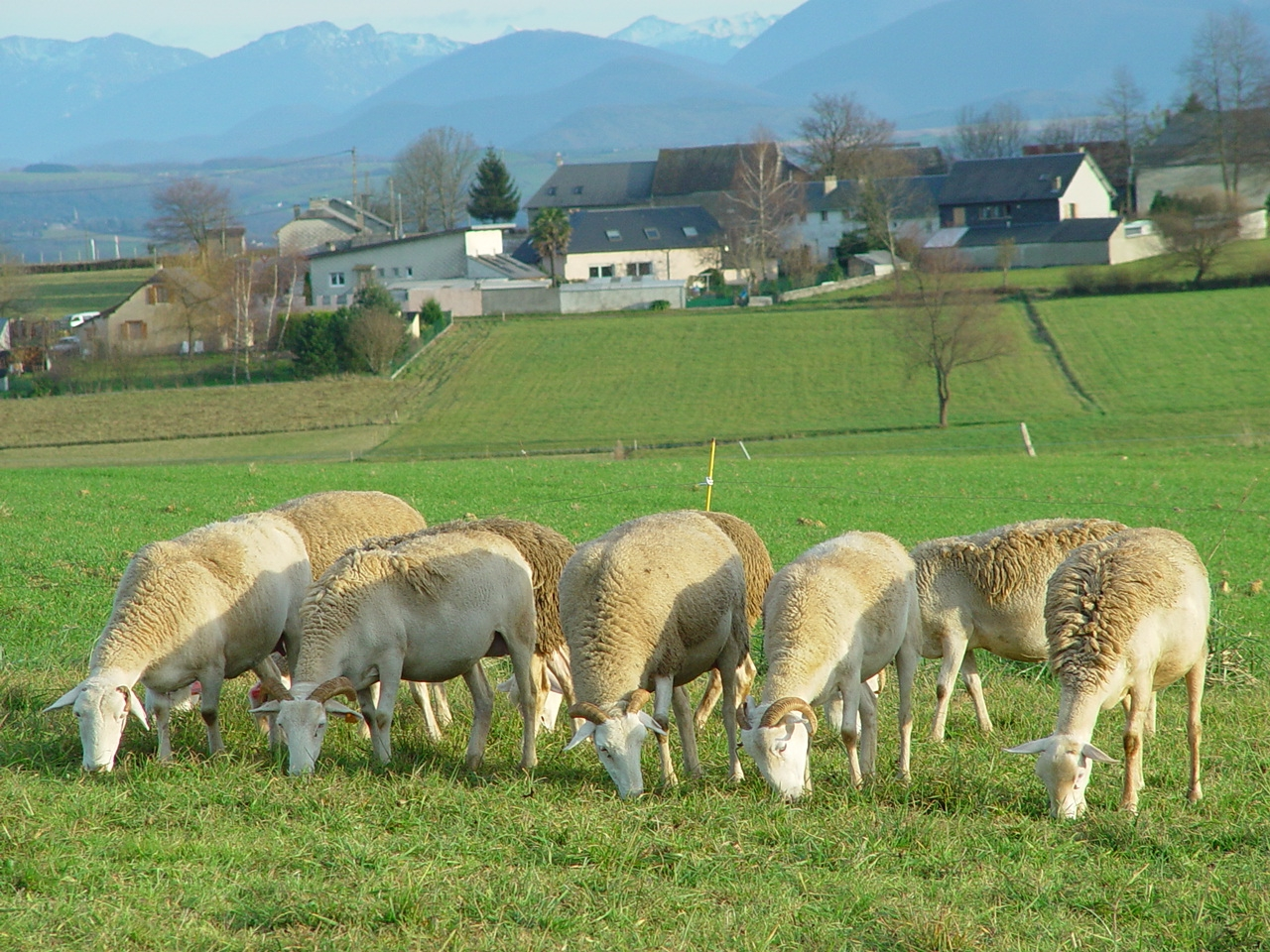
Tarasconnaises à Cieutat (Hautes-Pyrénées)
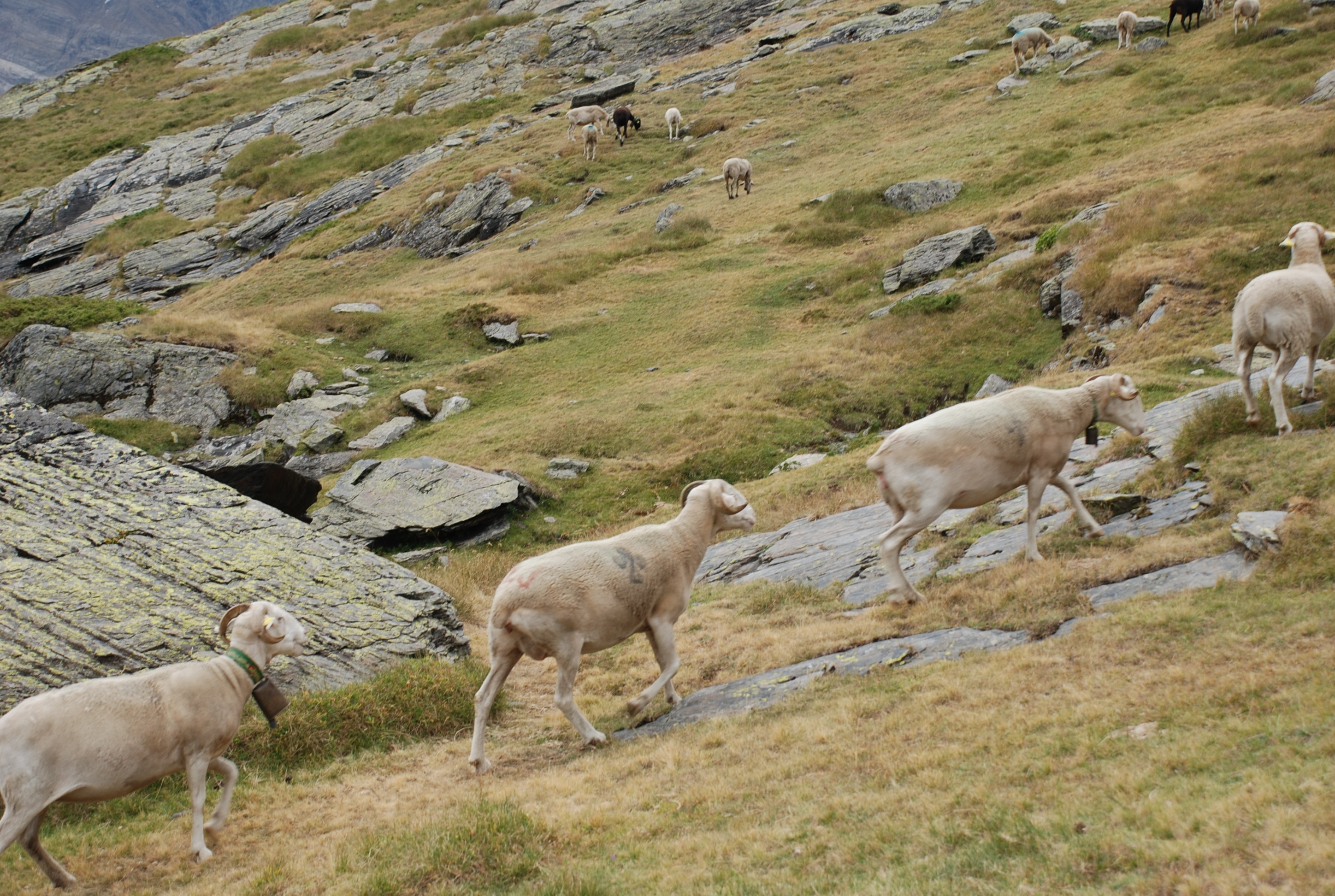
Tarasconnaises en estive dans le cirque d'Estaubé (Hautes-Pyrénées)
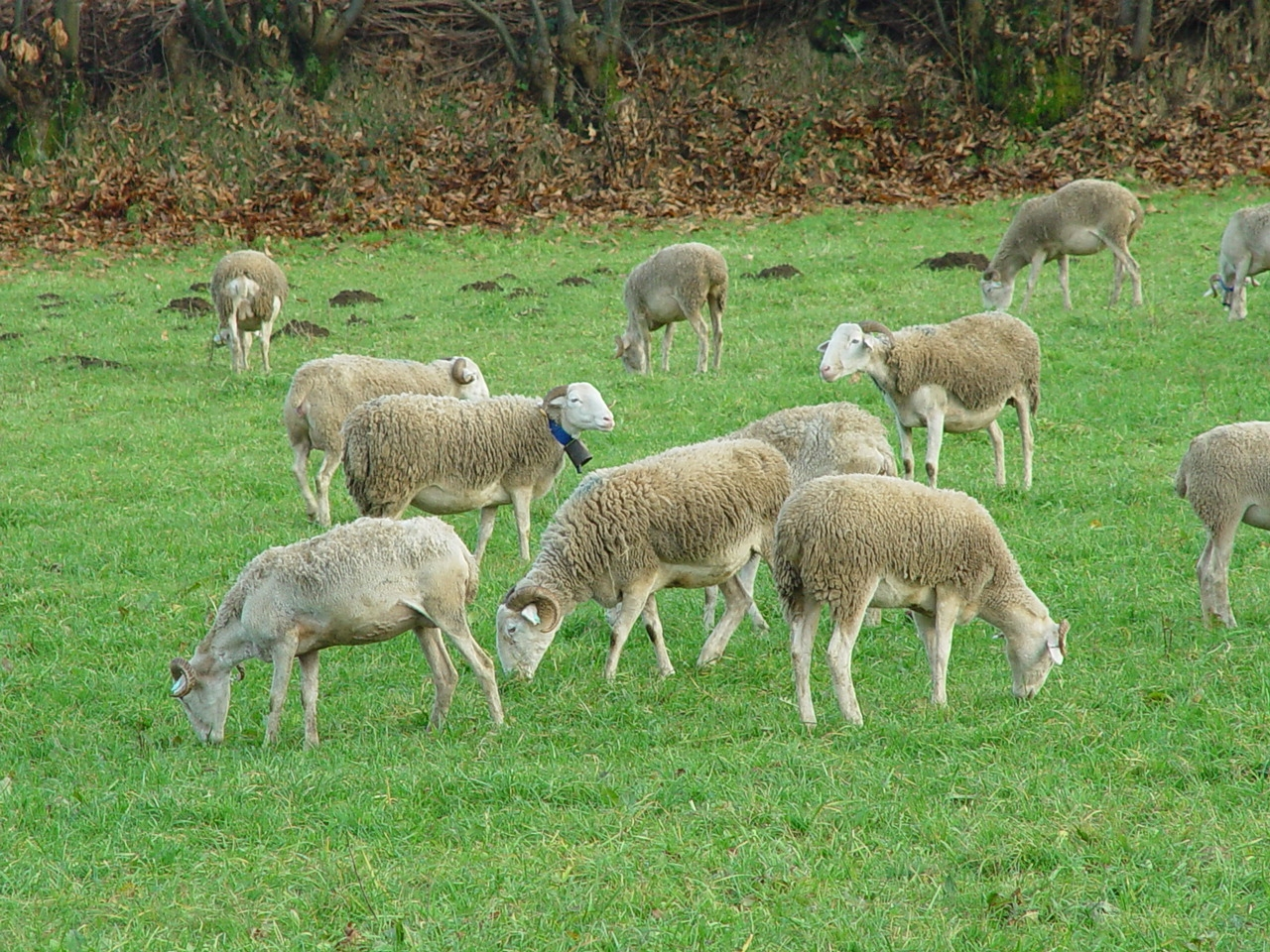
Tarasconnaises en Piémont pyrénéen (Canton de Lourdes-Est)

## Effectifs
Les évaluations la concernant fournies par le Bureau des ressources génétiques pour 2005 étaient les suivantes :

Évaluation du nombre total de reproductrices : 120 000 brebis

- dont 15 000 inscrites au Livre Généalogique

- dont 10 748 inscrites au contrôle des performances

Nombre de troupeaux inscrits au Livre Généalogique : 47
 
Nombre de troupeaux inscrits au contrôle des performances : 52

Les résultats fournis par l'Institut de l'Élevage concernant les contrôles de performances des troupeaux d'ovins allaitants met en évidence une ascension rapide du nombre de brebis contrôlées jusqu'en 2000 puis un déclin qui s'inscrit dans le contexte de diminution de l'élevage ovin depuis cette date. La remontée notée en 2010 s'est confirmée depuis.
| Race          | 2012                        | 2012 | 2010                        | 2010 | 2009                        | 2009 | 2008                        | 2008 | 2000                        | 2000 | 1980                        | 1980 |
| Race          | nombre de brebis contrôlées | rang | nombre de brebis contrôlées | rang | nombre de brebis contrôlées | rang | nombre de brebis contrôlées | rang | nombre de brebis contrôlées | rang | nombre de brebis contrôlées | rang |
| ------------- | --------------------------- | ---- | --------------------------- | ---- | --------------------------- | ---- | --------------------------- | ---- | --------------------------- | ---- | --------------------------- | ---- |
| Tarasconnaise | 9 158                       | 7    | 7 544                       | 11   | 6 980                       | 13   | 8 152                       | 11   | 10 478                      | 12   | 2 721                       | 19   |

## Productions et système d'élevage
- La Tarasconnaise est la principale race exploitée pour la production de l'agneau des Pyrénées, (marque déposée), produit en attente d'IGP. Elle est aussi exploitée pour produire le label rouge Sélection des bergers[6]. Un produit original et de choix du système de production pastoral est le broutard qui redescend d'estive âgé de 6 à10 mois.
- Autrefois plus qu'aujourd'hui, le manque de foin en hiver incitait à vendre les agneaux avant engraissement ou à conduire le troupeau hiverner dans le Gers. Aujourd'hui la transhumance de proximité et le pastoralisme de montagne sont surtout mis en avant[7].
Certains éleveurs associent leur production a une image positive attendue de la présence acceptée de l'ours en montagne[8],[9]. Toutefois le positionnement majoritaire des éleveurs tel qu'il a été exprimé par l'ASPAP (Association de Sauvegarde du Patrimoine Ariège_Pyrénées) [10], lors des Pastoralies de Beille en 2010, va dans le sens d'une exclusion de l'ours du territoire pastoral.

## Aptitudes et performances[2]
Race rustique par excellence, la Tarasconnaise est une race de montagne, marcheuse et résistante, très adaptée à la transhumance. Elle a aussi de bonnes aptitudes bouchères et offre de ce fait un très bon compromis entre conformation bouchère et valeur d'élevage (robustesse et qualités maternelles), ce qui explique son développement régional.

La monte se fait au printemps principalement et à l'automne.
- Aptitude au désaisonnement[11]

Elle est très bonne, comme on peut l'apprécier au travers de la répartition mensuelle des agnelages 2009 dans le tableau qui suit :
Les caractères d'élevage doivent être appréciés en tenant compte de l'effet année (les comparaisons entre races doivent être faites intra année) et de l'effectif contrôlé. Ainsi :
- La prolificité lors de mise-bas après œstrus naturel a été :

- en 2009 : de 135,7 % pour des mises bas de brebis jusqu'à 19 mois, 180,0 % pour des mises bas de brebis de plus de 19 mois (résultats très bons), dans les élevages de sélection (6579 brebis contrôlées).

- en 2012 : de 121,1 % pour des mises bas de brebis jusqu'à 19 mois, 196,0 % pour des mises bas de brebis de plus de 19 mois (résultats excellents), dans les élevages de sélection (8494 brebis contrôlées).
- La mortinatalité dans les élevages en contrôle des performances serait une des plus faibles enregistrées pour toutes les races ovines. Le taux de mort-nés déclarés a été :

- en 2009 : de 1,2 % , pour 8 339 agneaux nés et contrôlés

- en 2012 : de 1,1 % , pour 11 036 agneaux nés et contrôlés

Le taux d'agneaux morts après la naissance a été de 2,7 % ,en 2009  et de 2,2 % en 2012.
- Le Gain Moyen Quotidien (GMQ) des mâles simples, entre 30 et 70 jours, a été, en 2009, de 313 g sur un effectif de 777 agneaux contrôlés (écart-type : 82 g), dans les élevages de sélection.
- Le poids à âge-type de 30 jours (PAT 30 j) qui est un indicateur du potentiel laitier des brebis estimé au travers du croît des agneaux sur cette période est livré dans le tableau suivant :

PAT 30 j des agneaux de mère adulte exprimé en kg dans les élevages en organisme de sélection en 2009
|            | simples  | simples | doubles  | doubles | triples et plus |
| mâles      | femelles | mâles   | femelles |         | triples et plus |
| ---------- | -------- | ------- | -------- | ------- | --------------- |
| moyenne    | 15,6     | 14,8    | 13,3     | 12,6    | 11,7            |
| effectif   | 953      | 917     | 2 698    | 2 976   | 325             |
| écart-type | 3,5      | 3,1     | 2,9      | 2,6     | 2,7             |

PAT 30 j des agneaux de mère adulte exprimé en kg dans les élevages en organisme de sélection en 2012
|            | simples  | simples | doubles  | doubles | triples et plus |
| mâles      | femelles | mâles   | femelles |         | triples et plus |
| ---------- | -------- | ------- | -------- | ------- | --------------- |
| moyenne    | 12,0     | 11,4    | 10,3     | 9,6     | 9,5             |
| effectif   | 2 114    | 2 118   | 1 062    | 1 052   | 48              |
| écart-type | 2,8      | 2,6     | 2,4      | 2,3     | 1,8             |